# Segusino
Segusino é uma comuna italiana da região do Vêneto, província de Treviso, com cerca de 2.020 habitantes. Estende-se por uma área de 18 km², tendo uma densidade populacional de 110 hab/km². Faz fronteira com Alano di Piave (BL), Quero (BL), Valdobbiadene, Vas (BL).
Cercada por belas montanhas a cidade é muito pitoresca e agradável. Rio Piave um dos mais importantes da Itália faz margem com a cidade dando-lhe um charme a mais. Sua economia é basicamente baseada em pequena industrias de fabricação de oculos.

## Demografia
| Variação demográfica do município entre 1861 e 2011                               |
|                                                                                   |
| Fonte: Istituto Nazionale di Statistica (ISTAT) - Elaboração gráfica da Wikipedia |